# Курган Носаки 14
Носаки 14 — скіфський курган IV століття до н. е. у Запорізькій області.
Згідно з дослідженнями Юрія Болтрика, відноситься до могили пілофорів другого рівня.

## Загальна інформація
Курган Носаки 14, входить до складу курганного могильника урочища Носаки, Запорізької області, в 10 км. на південний-захід від села Балки, Василівського району. В 3 км. від могильника знаходиться курганна група Гайманова Могила.
Носаки 14, розташований за 820 метрів від кургану №3.

## Опис насипу
Східний схил, пошкоджений окопами часів Другої Світової війни. На вершині насипу, воронкоподібне заглиблення 2,5 метри. Насип побудований з чистого чорнозему в один прийом.  Під нею на рівні поховального чорнозему в 17 м. по Західному направленню виявлена група каменів та кілька уламків амфор. В 6,5 м. від них знаходилась друга група каменів. В 10 м. на Північ та 7,5 м. на Захід знайдено ще 3 камені. В кургані виявлено 5 поховань. З яких 4 скіфські, а 5 невизначене.

## Опис Поховань

### Поховання №1
Поховання №1 (скіфське основне) розташоване в центрі. Контури вхідної ями в верхній частині, мають форму широкого овалу, орієнтованого довгою віссю по лінії схід-захід. Розміри по осям 3,9*3,5 м. Верхня частина ями порушена. Яма опущена в материк на глибину 8,58 м., де і набуває першопочаткову форму-прямокутник з закругленими кутами, розмірами 3,2* 2,3 м.  до західної стінки дно опускається до рівня 8,8м. Під нею споруджений вхід в камеру. Заповнення ями, складалось з щільною сумішшю чорнозему та материкової глини. Біля входу в камеру, лежав шар глини від 0,3 до 0,15 м. під ним чистий чорнозем. В заповненні ями знайдено 2 бусини(золота та блакитна пастова) та кілька розрізнених кісток людини. Поховальна камера в плані мала грушоподібну форму з розмірами по осям 5,3*4,1 м. На підлозі камери знайдені розрізнені людські кістки, біля входу- фрагмент чорнолакової посудини. В центрі розширеної камери на площі 1,5 м. відслідковується білий тлін. Сліди підстилки просвіжені ближче до входу, та у самого входу в південній частині.

### Поховання №2
Поховання №2 в 8 м. на південь від центру. Вхідна яма прямокутна в плані з закругленими кутами, орієнтована по лінії північний-схід –південний-захід. Розмірами 2,9*2,1 та глибиною 7,25 м. Дно ями понижається до рівня 8,07 м. двома пологими уступами до західного кута, де починається вхід до камери. В заповненні ями під першим виступом на глибині 7,45м знайдено навершя веретена та кусочок кістяного стержня веретена. В центрі камери знайдений скелет, лежав на спині в витягнутому положенні, головою на захід, руки витягнуті вздовж тулуба, трішки зігнуті в ліктях. Ноги трохи зігнуті в колін яв в право. Череп скелету лежав на деревинній підставці, що складалась з 2х прокольних скріпляючи планок та 8 поперечних. Під померлим знайдені залишки органічної підстилки. Біля лівого стегна, лежав сильно зітлілий ніж, навколо нього 6 наконечників стріл. На пд.-сх. від правої стопи знайдені розкидані наконечники стріл та прослідковувалась деревинна зола. 4 наконечники знайдені біля лівої стопи. В 20см. на пд. від правої стопи виявлені деревинні залишки, напевно частина колчана. 
1.	На вершині веретено з кістки, маю форму зрізаного конуса з прокольним отвором всередині. Воно прикрашене різьбою по окружності в вигляді двох хвилястих зигзагів, що перехрещуються між собою та утворюють два концентричні кола з виямкою в середині. Два орнаменту на обох половинках навершя, розділені між собою двома каннелюрами, та заповнених червоною фарбою. Висота навершя 3,7 см., діаметр основи 1,8 см., зрізаного верху 1,2 см., діаметр отвору 0,8 см. 
2.	Залізний ніж з кістяною рукояттю. Довжина 10, ширина 2,1см. В ньому 4 залізні заклепки. Довжина леза 16,3 см., ширина 1,5, товщина ручки 1,3.
3.	Залізний ніж з кістяною рукояттю, повністю зруйнованою тому і розміри встановити не вдалось. Довжина леза 9,2 ширина 1,8 см. 
4.	Наконечники стріл бронзові, трьох типів: а) трьохгранні з виступаючою на 1-9мм. Втулкою; б) з втулкою яка виступаю на рівні шипів на 1,6-2,5 мм.; в) виступаюча втулка та ложком на всю довжину наконечника. Довжина наконечника від 3,8 до 4,1 см.

### Поховання №3
Поховання №3 розташоване в 12,5м. на північ від 0, опущене в материк на 4,7м. Вхідна яма, овальна в плані, орієнтована по довгій осі схід-захід, розмірами 1,9*1,5 та глибиною 4,45 м. З заходу до ями примикала невелика камера, з’єднана з ямою невеликим проходом, довжиною 0,55 та шириною 1,15 метра. Камера в плані має овальну форму розміром 1,6*1,15м. , висота до 0,8 м. В заповненні ями виявлені камні та кістки тварин. Дно ями на 0,2м., вище підлоги камери та відділено від неї одним відступом.
В 0,3м., від північно-західного кута виявлений тлін коричневого кольору, де лежали розрізнені кістки дитини, дві деревинні пляшки, лежали по діагоналі, ближче до південно-західного кута, жертовні кістки, біля яких знайдений наконечник стріл та золоте кільце, зроблене з дроту діаметром 1,3 мм. Зовнішній діаметр кільця 1,3 см.

### Поховання №4
Поховання №4 розташоване на 11 м. на північ та в 7 м. на захід від центру. Верхня частина вхідної ями, розташована на глибині 3,8 м., в плані нагадує трапецію, орієнтовану довгою віссю за напрямом південь-захід- північ-схід, розмірами 3,85*2,6 м. Біля дна яма набуває контури прямокутника з овальними кутами, розмірами 3,23*1,76м. Дно ями з глибини 7,7 м плавно спускається до входу в камеру, зробленого під південно-східною стінкою, та обривається уступом на глибині 8,47 м., де вхід в камеру перегороджений поперечним ровиком глибиною 6м. та шириною 10см. Ширина входу 1,7м., висота не просліджена через обвал. Камера овальна, орієнтована по довгій осі  північ-захід – південь-схід, розміри по осі 4,5*2,7 м. Своєю південно-східною частиною вона з’єднується з поховальною камерою №1, але підлога розташована вище останньої на 0,4 м. 
В заповненні ями, на глибині 7,02 м., виявлена частина залізного підтоку, а зліва, на вході в камеру,- жертовні кістки. Біля східної стінки катакомби, знайдені череп людини, плечова кістка та ребро, а також кістка тварини. В південній частині катакомби виявлені бусини, два наконечники стріл, маленький уламок чорнолакового посуду. В центрі камери відмічена пляма золи білого кольору розміром 1,5 м.

### Поховання №5
Поховання №5(невизначене) розташоване в 12м. від південного-заходу від центру. Невелика овальна могильна яма впущена до рівня передматерика, в ній знайдена тільки частина черепу.

## Опис знахідок
У похованні 1 - В заповненні ями знайдено 2 бусини(золота та блакитна пастова) та кілька розрізнених кісток людини. Поховальна камера в плані мала грушоподібну форму з розмірами по осям 5,3*4,1 м. На підлозі камери знайдені розрізнені людські кістки, біля входу- фрагмент чорнолакової посудини.